# بلاد آل موسى
بلاد آل موسى هي قرية في محافظة بارق في منطقة عسير بالمملكة العربية السعودية . تقع على ارتفاع 435 متر من سطح البحر، عدد سكانها 5000 نسمة في عام 1970. القرية متصلة بالطريق الرئيسي رقم 211 بطريق ثانوي طوله 3 كيلومتر. رئيس القرية هو أحمد هيازع فايز هيازع.

## الموقع
تقع قرية بلاد آل موسى جنوب شرق مدينة بارق، وتبعد عنها مسافة 11 كم.

## السكان
يقطن قرية بلاد آل موسى إحدى قبائل بارق الكبرى وهي آل مُوسى بن عَليٍّ،. تقع منازل هذه القبيلة على ضفاف أودية آل بلال، الفرعة، الرّهْوة، جِبَال، بَقْرِة وغيرها من الأودية التي تنحدر إلى حلي، ويحدّها شمالاً وغرباً آل جبلي، وجنوباً مركز ثلوث المنظر
، وشرقاً نُعْص.

## تاريخ
قامت قبائل بلاد آل موسى بمساندة أهل بارق في عام 1910م الموافق 1328هـ بثورة ضد العثمانيّين بتحريضٍ من محمد بن علي الإدريسي، الذي دعاهم إلى الخروج عن العثمانيين لأنهم "دولة كفار"، فوفدت بعض قبائل بارق وعلى رأسها الشيخ ابن زعبانٍ والشيخ هيازع البارقي إلى الإدريسي تبايعه. فبعَثَ الإدريسي نائبه ابن عرار على بارق اميراً عليهم، وذلك لأهمية بارق لدى الإدريسي، وبعد أقلّ من عام في يوم الخميس 25 جمادى الآخرة من العام 1329هـ الموافق 22 يونيو عام 1911م قَدِمَ الشريف الحسين بن علي بقيادة جيشٍ جرَّار إلى بارق، ونشب القتال بينه وبين قوات الإدريسي المؤلَّفة من قبائل المنطقة، وانتهت المعركة المعروفة “بمعركة سهول” بمقتل مائة وعشرين رجلاً من بارق ومن جملتهم ابن عرار، وجلاء الأدارسة عن بارق، وتمَّت إعادة بارق إلى لواء الدولة العثمانية، فاستولى الجيش العثماني على غنائم المنطقة من المحاصيل وغيرها. وقد جاء على إثر ذلك الشيخ هيازع شيخ قبيلة آل موسى بن علي معتذراً، وكان ذكياً فصيحاً بتأثيره على الشريف الحسين، فتمَّ رفع السلب والنهب عن بارق إكراماً له.

## المناخ
مناخ قرية بلاد موسى لا يختلف عن مناخ محافظة بارق بصفةٍ عامَّة فهو حار صيفاً معتدل شتاءً. أما مرتفعات بارق فالمناخ فيها معتدل طول العام وشديد البرودة في فصل الشتاء. ومتوسط الحرارة في المدينة يتراوح بين °30 مئوية، والصغرى °18. تعتبر بارق أغنى مدن المملكة بالأمطار، إذ أن معدلاتها السنوية تترواح بين 600 – 700 ملم في السنة، وهي في الصدارة على مستوى المملكة السعودية. وتمتاز بأنها تسقط في جميع فصول السنة، ولو أن أكثرها يسقط في فصلي الربيع والشتاء وأقلها في الصيف.
| البيانات المناخية لـبارق          | البيانات المناخية لـبارق | البيانات المناخية لـبارق | البيانات المناخية لـبارق | البيانات المناخية لـبارق | البيانات المناخية لـبارق | البيانات المناخية لـبارق | البيانات المناخية لـبارق | البيانات المناخية لـبارق | البيانات المناخية لـبارق | البيانات المناخية لـبارق | البيانات المناخية لـبارق | البيانات المناخية لـبارق | البيانات المناخية لـبارق |
| الشهر                             | يناير                    | فبراير                   | مارس                     | أبريل                    | مايو                     | يونيو                    | يوليو                    | أغسطس                    | سبتمبر                   | أكتوبر                   | نوفمبر                   | ديسمبر                   | المعدل السنوي            |
| --------------------------------- | ------------------------ | ------------------------ | ------------------------ | ------------------------ | ------------------------ | ------------------------ | ------------------------ | ------------------------ | ------------------------ | ------------------------ | ------------------------ | ------------------------ | ------------------------ |
| متوسط درجة الحرارة الكبرى °م (°ف) | 28.0 (82.4)              | 27.2 (81.0)              | 28.9 (84.0)              | 29 (84)                  | 29.5 (85.1)              | 30 (86)                  | 30.5 (86.9)              | 30 (86)                  | 30.7 (87.3)              | 29.8 (85.6)              | 29.5 (85.1)              | 29 (84)                  | 29.3 (84.8)              |
| متوسط درجة الحرارة الصغرى °م (°ف) | 17.7 (63.9)              | 17 (63)                  | 17.9 (64.2)              | 18.2 (64.8)              | 18.4 (65.1)              | 18.8 (65.8)              | 18.9 (66.0)              | 19.4 (66.9)              | 19.2 (66.6)              | 18.6 (65.5)              | 18.8 (65.8)              | 18.3 (64.9)              | 18.4 (65.2)              |
| الهطول مم (إنش)                   | 11.8 (0.46)              | 14.6 (0.57)              | 18.1 (0.71)              | 20.0 (0.79)              | 14.4 (0.57)              | 49.9 (1.96)              | 157.2 (6.19)             | 167.8 (6.61)             | 92.6 (3.65)              | 24.7 (0.97)              | 10.0 (0.39)              | 12.1 (0.48)              | 593.2 (23.35)            |
| [بحاجة لمصدر]                     |                          |                          |                          |                          |                          |                          |                          |                          |                          |                          |                          |                          |                          |